# Рабенштайн
Рабенштайн (нім. Rabenstein) — громада в Німеччині, розташована в землі Бранденбург. Входить до складу району Потсдам-Міттельмарк. Складова частина об'єднання громад Німегк.
Площа — 78,89 км2. Населення становить 788 ос. (станом на 31 грудня 2020).